# Модифицированное дискретное косинус-преобразование
Модифицированное дискретное косинус-преобразование (МДКП) является преобразованием Фурье и основывается на дискретном косинусном преобразовании (ДКП-IV). Это преобразование с перекрытием. Оно выполняется на последовательных блоках объемных наборов данных, каждый из последующих блоков перекрывается. Это происходит следующим образом: вторая половина предыдущего блока совпадает с первой половиной следующего. Такое перекрытие, вдобавок к функциям ДКП, делает МДКП особенно полезным для сжатия сигналов тех приложений, где необходимо избежать появления артефактов, которые обычно выходят за границы блоков.
Таким образом, МДКП работает в форматах MP3, AC-3, Vorbis и AAC для сжатия аудио, к примеру. Применяется также в кодеке Siren от компании Polycom.
МДКП было разработано Принсоном, Джонсоном и Брэдли в 1987 г., ему предшествовала работа 1986 г. Принстона и Брэдли.
Тогда они разработали основной принцип устранения временных помех (ПУВП), описанный ниже. (Здесь также существует аналогичное преобразование, МДСП, основанное на дискретном синусном преобразовании. А также на других, реже используемых вариациях МДКП, основанных на различных типах комбинаций ДСП и ДКП).
В MP3, МДКП применяется не к аудио-сигналу непосредственно, а на выходе 32-полосного многофазного квадратурного фильтра (МКФ). Выход в этом МДКП обработан по формуле аннулирования временных помех, чтобы уменьшить типичные помехи МКФ-фильтров. Такое сочетание набора фильтров с МДКП называется гибридным (i) набором фильтров или подзона МДКП (i). Напротив, AAC, как правило, использует чистое МДКП; только (ранее используемые) MPEG-4 AAC-SSR (от Sony) обрабатываются 4-полосным набором МКФ из МКДП. ATRAC использует стековые квадратурные зеркальные фильтры (КЗФ), а затем МДКП.

## Определение
Поскольку МДКП является преобразованием с перекрытием, оно немного отличается от других преобразований Фурье. В МДКП в два раза меньше выходов, чем входов (в отличие от других преобразований, где выходов ровно столько же, сколько входов).
В частности, это линейная функция:
{\displaystyle F\colon \mathbb {R} ^{2N}\to \mathbb {R} ^{N}}
(где {\displaystyle \mathbb {R} } — множество вещественных чисел)
2N — вещественные числа x0, …, x2N-1 преобразуются в вещественные числа X0, …, XN-1 в соответствии с формулой:
{\displaystyle X_{k}=\sum _{n=0}^{2N-1}x_{n}\cos \left[{\frac {\pi }{N}}\left(n+{\frac {1}{2}}+{\frac {N}{2}}\right)\left(k+{\frac {1}{2}}\right)\right]}
(Коэффициент нормализации здесь в начале преобразования, а множество произвольно и отличается в разных вариациях условий.
Результат нормализации МДКП и ОМДКП показан ниже.)

## Обратное преобразование
Обратное МДКП известно как ОМДКП. Поскольку они отличаются количеством входов и выходов, то на первый взгляд может показаться, что
МДКП нельзя преобразовать в обратное.
Однако наилучшая обратимость преобразования достигается применением (i) ОМДКП к перекрывающимся блокам, и является причиной устранения ошибок перед извлечением исходных данных.
Этот способ известен как принцип устранения временных помех (ПУВП).
ОМДКП преобразует вещественные числа X0, …, XN-1 множества N в вещественные числа y0, …, y2N-1 множества 2N в соответствии с формулой:
{\displaystyle y_{n}={\frac {1}{N}}\sum _{k=0}^{N-1}X_{k}\cos \left[{\frac {\pi }{N}}\left(n+{\frac {1}{2}}+{\frac {N}{2}}\right)\left(k+{\frac {1}{2}}\right)\right]}
(Как и для ДКП-IV, в ортогональном преобразовании, в обратном используется та же форма).
В случае, если МДКП используется с интервальной нормализацией (см. ниже), коэффициент этой нормализации в начале формулы ОМДКП нужно умножить на 2 (то есть получается 2/N).

## Вычисление
Несмотря на то, что прямое применение формулы МДКП потребует O(N²) операций, можно произвести вычисления только O(N log N)-сложности, рекурсивно факторизируя вычисления, как в быстром преобразовании Фурье (БПФ).
Возможно также проведение МДКП с помощью других преобразований, таких как БПФ или ДКП, дополнительно обработав входные и выходные данные алгоритмами сложности O(N).
Также, как было уже описано, любой алгоритм для ДКП-IV сразу же предоставляет метод для вычисления МДКП или ОМДКП любой размерности.